# Camocim
Camocim là một đô thị thuộc bang Ceará, Brasil. Đô thị này có diện tích 1123,937 km², dân số năm 2007 là 58079 người, mật độ 51,67 người/km².